# Vuelta a España 2019
Die 74. Vuelta a España 2019 fand vom 24. August bis zum 15. September 2019 statt.
Die zu den Grand Tours gehörende Radrundfahrt war Teil der UCI WorldTour 2019. Den Auftakt bildete ein Mannschaftszeitfahren in Torrevieja. Die Rundfahrt endete mit einer Massenstartetappe in Madrid.
Gesamtsieger wurde der Slowene Primož Roglič (Jumbo-Visma), der seinen ersten Gesamtsieg bei einer großen Landesrundfahrt errang. Zweiter wurde Alejandro Valverde (Movistar Team) mit 2:16 Minuten Rückstand vor Tadej Pogačar (UAE Team Emirates) mit 2:38 Minuten Rückstand.
Roglič gewann außerdem die Punktewertung, Pogačar die Nachwuchswertung. Die Bergwertung entschied der Franzose Geoffrey Bouchard (Ag2r La Mondiale) für sich. Als kämpferischster Fahrer der Rundfahrt wurde Miguel Ángel López (Astana Pro Team) ausgezeichnet. Die Mannschaftswertung gewann das Movistar Team.

## Teilnehmende Mannschaften und Fahrer
Zur Teilnahme berechtigt und verpflichtet waren die 18 UCI WorldTeams. Außerdem erhielten die UCI Professional Continental Teams Burgos-BH, Caja Rural-Seguros RGA, Cofidis, Solutions Crédits und Euskadi Basque Country-Murias eine Wildcard.
Mit Alejandro Valverde, Nairo Quintana (beide Movistar Team) und Fabio Aru (UAE Team Emirates) befanden sich drei ehemalige Sieger der Vuelta im Fahrerfeld. Neben ihnen wurden der Dritte des Giro d’Italia 2019, Primož Roglič, und der Dritte der Tour de France 2019, Steven Kruijswijk (beide Jumbo-Visma), der Vorjahresdritte der Vuelta, Miguel Ángel López (Astana Pro Team), sowie Rigoberto Urán (EF Education First) zu den Favoriten auf den Gesamtsieg gezählt. Vorjahressieger Simon Yates und der Zweitplatzierte Enric Mas starteten nicht.
| WorldTeams (18)- AG2R La Mondiale - Astana - Bahrain-Merida - Bora-hansgrohe - CCC Team - Dimension Data - EF Education First - Groupama-FDJ - Team Jumbo-Visma - Lotto Soudal - Mitchelton-Scott - Movistar Team - Deceuninck-Quick Step - Katusha-Alpecin - Ineos - Team Sunweb - Trek-Segafredo - UAE Team Emirates Professional Continental Teams (4)- Burgos-BH - Caja Rural-Seguros RGA - Cofidis, Solutions Crédits - Euskadi Basque Country-Murias |
| |

## Strecke
Der Parcours favorisierte mit insgesamt acht Bergankünften die Bergspezialisten. Auf sechs Etappen hatten die Sprinter eine Chance auf eine Massenankunft, auch wenn diese Abschnitte ebenfalls regelmäßig Anstiege enthielten. Zusätzlich gab es zwei Zeitfahren, das Mannschaftszeitfahren zum Auftakt und ein 36 Kilometer langes Einzelzeitfahren auf der 10. Etappe in Pau.
| Etappe     | Datum    | Etappenorte                                   | type                 | Länge (km) | Etappensieger      | Gesamtführender    |
| ---------- | -------- | --------------------------------------------- | -------------------- | ---------- | ------------------ | ------------------ |
| 1. Etappe  | 24. Aug. | Torrevieja – Torrevieja                       | Teamzeitfahren       | 13,4       | Astana             | Miguel Ángel López |
| 2. Etappe  | 25. Aug. | Benidorm – Calp                               | Mittelschwere Etappe | 199,6      | Nairo Quintana     | Nicolas Roche      |
| 3. Etappe  | 26. Aug. | Ibi – Alicante                                | Flachetappe          | 188        | Sam Bennett        | Nicolas Roche      |
| 4. Etappe  | 27. Aug. | Cullera – El Puig                             | Flachetappe          | 175,5      | Fabio Jakobsen     | Nicolas Roche      |
| 5. Etappe  | 28. Aug. | L'Eliana – Javalambre                         | Mittelschwere Etappe | 170,7      | Ángel Madrazo      | Miguel Ángel López |
| 6. Etappe  | 29. Aug. | Mora de Rubielos – Ares del Maestrat          | Mittelschwere Etappe | 198,9      | Jesús Herrada      | Dylan Teuns        |
| 7. Etappe  | 30. Aug. | Onda – Lucena del Cid                         | Hochgebirgsetappe    | 183,2      | Alejandro Valverde | Miguel Ángel López |
| 8. Etappe  | 31. Aug. | Valls – Igualada                              | Mittelschwere Etappe | 166,9      | Nikias Arndt       | Nicolas Edet       |
| 9. Etappe  | 1. Sep.  | Andorra la Vella – Els Cortals d'Encamp       | Hochgebirgsetappe    | 94,4       | Tadej Pogačar      | Nairo Quintana     |
|            | 2. Sep.  | Ruhetag                                       | Ruhetag              |            |                    |                    |
| 10. Etappe | 3. Sep.  | Jurançon – Pau                                | Einzelzeitfahren     | 36,2       | Primož Roglič      | Primož Roglič      |
| 11. Etappe | 4. Sep.  | Saint-Palais – Urdax                          | Mittelschwere Etappe | 180        | Mikel Iturria      | Primož Roglič      |
| 12. Etappe | 5. Sep.  | Los Arcos – Bilbao                            | Mittelschwere Etappe | 171,4      | Philippe Gilbert   | Primož Roglič      |
| 13. Etappe | 6. Sep.  | Bilbao – Los Machucos                         | Hochgebirgsetappe    | 166,4      | Tadej Pogačar      | Primož Roglič      |
| 14. Etappe | 7. Sep.  | San Vicente de la Barquera – Oviedo           | Flachetappe          | 188        | Sam Bennett        | Primož Roglič      |
| 15. Etappe | 8. Sep.  | Tineo – Santuario de Nuestra Señora del Acebo | Hochgebirgsetappe    | 154,4      | Sepp Kuss          | Primož Roglič      |
| 16. Etappe | 9. Sep.  | Pravia – La Cubilla                           | Hochgebirgsetappe    | 144,4      | Jakob Fuglsang     | Primož Roglič      |
|            | 10. Sep. | Ruhetag                                       | Ruhetag              |            |                    |                    |
| 17. Etappe | 11. Sep. | Aranda de Duero – Guadalajara                 | Flachetappe          | 219,6      | Philippe Gilbert   | Primož Roglič      |
| 18. Etappe | 12. Sep. | Colmenar Viejo – Becerril de la Sierra        | Hochgebirgsetappe    | 177,5      | Sergio Higuita     | Primož Roglič      |
| 19. Etappe | 13. Sep. | Ávila – Toledo                                | Flachetappe          | 165,2      | Rémi Cavagna       | Primož Roglič      |
| 20. Etappe | 14. Sep. | Arenas de San Pedro – Plataforma de Gredos    | Hochgebirgsetappe    | 190,4      | Tadej Pogačar      | Primož Roglič      |
| 21. Etappe | 15. Sep. | Fuenlabrada – Madrid                          | Flachetappe          | 106,6      | Fabio Jakobsen     | Primož Roglič      |

## Reglement
| Punktewertung          | 1. | 2. | 3. | 4. | 5. | 6. | 7. | 8. | 9. | 10. | 11. | 12. | 13. | 14. | 15. |
| ---------------------- | -- | -- | -- | -- | -- | -- | -- | -- | -- | --- | --- | --- | --- | --- | --- |
| Etappenziel            | 25 | 20 | 16 | 14 | 12 | 10 | 9  | 8  | 7  | 6   | 5   | 4   | 3   | 2   | 1   |
| Zwischensprint         | 4  | 2  | 1  |    |    |    |    |    |    |     |     |     |     |     |     |
| Bergwertung            | 1. | 2. | 3. | 4. | 5. | 6  |    |    |    |     |     |     |     |     |     |
| Cima Alberto Fernández | 20 | 15 | 10 | 6  | 4  | 2  |    |    |    |     |     |     |     |     |     |
| Kategorie Especial     | 15 | 10 | 6  | 4  | 2  |    |    |    |    |     |     |     |     |     |     |
| 1. Kategorie           | 10 | 6  | 4  | 2  | 1  |    |    |    |    |     |     |     |     |     |     |
| 2. Kategorie           | 5  | 3  | 1  |    |    |    |    |    |    |     |     |     |     |     |     |
| 3. Kategorie           | 3  | 2  | 1  |    |    |    |    |    |    |     |     |     |     |     |     |

- Der Führende der Gesamtwertung trug das Rote Trikot. Die Gesamtwertung ergab sich wie stets bei Etappenrennen aus der Addition der gefahrenen Zeiten. Zusätzlich gab es für die Etappenersten – außer bei Zeitfahretappen – 10, 6 und 4 sowie bei den Zwischensprints 3, 2 und 1 Sekunden Zeitbonifikation.
- Der Führende in der Punktewertung trug das Grüne Trikot. Die Punktewertung ergab sich aus der Addition der Punkte jeder Etappe und der Zwischensprints.
- Der Führende in der Bergwertung trug das blau-gepunktete Trikot. Diese Wertung ergab sich aus den Punkten, die für die Fahrer vergeben werden, die einen klassifizierten Anstieg als Erste überfuhren.
- Der Führende in der Nachwuchswertung, die für nach dem 1. Januar 1994 geborene Fahrer vorbehalten war und den Regeln der Gesamtwertung folgte, trug das Weiße Trikot.
- Die Mannschaftswertung ergab sich aus der Addition der Zeiten der drei besten Fahrer eines Teams auf jeder Etappe. Die Fahrer des führenden Teams trugen eine rote Rückennummer.
- Auf den ersten 20 Etappen wurde der kämpferischste Fahrer mit einer gelben Rückennummer von einer Jury ausgezeichnet. Diese Jury kürte auch den kämpferischsten Fahrer der Rundfahrt.

## Wertungen im Rennverlauf
| Etappe         | Etappensieger            | Gesamtwertung            | Punktewertung            | Bergwertung             | Nachwuchswertung                 | Mannschaftswertung | Kämpferischster Fahrer   |
| -------------- | ------------------------ | ------------------------ | ------------------------ | ----------------------- | -------------------------------- | ------------------ | ------------------------ |
| 1              | Astana Pro Team (AST)    | Miguel Ángel López (AST) | nicht vergeben (1)       | nicht vergeben (2)      | Miguel Ángel López (AST) (3) (4) | Astana Pro Team    | Miguel Ángel López (AST) |
| 2              | Nairo Quintana (MOV)     | Nicolas Roche (SUN)      | Nairo Quintana (MOV)     | Ángel Madrazo (BBH)     | Miguel Ángel López (AST) (3) (4) | Team Sunweb        | Ángel Madrazo (BBH)      |
| 3              | Sam Bennett (BOH)        | Nicolas Roche (SUN)      | Nairo Quintana (MOV)     | Ángel Madrazo (BBH)     | Miguel Ángel López (AST) (3) (4) | Team Sunweb        | Ángel Madrazo (BBH)      |
| 4              | Fabio Jakobsen (DQT)     | Nicolas Roche (SUN)      | Sam Bennett (BOH)        | Ángel Madrazo (BBH)     | Miguel Ángel López (AST) (3) (4) | Team Sunweb        | Jorge Cubero (BBH)       |
| 5              | Ángel Madrazo (BBH)      | Miguel Ángel López (AST) | Sam Bennett (BOH)        | Ángel Madrazo (BBH)     | Miguel Ángel López (AST) (3) (4) | Movistar Team      | José Herrada (COF)       |
| 6              | Jesus Herrada (COF)      | Dylan Teuns (TBM)        | Sam Bennett (BOH)        | Ángel Madrazo (BBH)     | Miguel Ángel López (AST) (3) (4) | Movistar Team      | Jesus Herrada (COF)      |
| 7              | Alejandro Valverde (MOV) | Miguel Ángel López (AST) | Nairo Quintana (MOV) (5) | Ángel Madrazo (BBH)     | Miguel Ángel López (AST) (3) (4) | Movistar Team      | Sergio Henao (UAD)       |
| 8              | Nikias Arndt (SUN)       | Nicolas Edet (COF)       | Nairo Quintana (MOV) (5) | Ángel Madrazo (BBH)     | Miguel Ángel López (AST) (3) (4) | Movistar Team      | David de la Cruz (INS)   |
| 9              | Tadej Pogačar (UAD)      | Nairo Quintana (MOV)     | Nairo Quintana (MOV) (5) | Ángel Madrazo (BBH)     | Miguel Ángel López (AST) (3) (4) | Movistar Team      | Geoffrey Bouchard (ALM)  |
| 10             | Primož Roglič (TJV)      | Primož Roglič (TJV)      | Primož Roglič (TJV) (6)  | Ángel Madrazo (BBH)     | Miguel Ángel López (AST) (3) (4) | Movistar Team      | Primož Roglič (TJV)      |
| 11             | Mikel Iturria (EUS)      | Primož Roglič (TJV)      | Primož Roglič (TJV) (6)  | Ángel Madrazo (BBH)     | Miguel Ángel López (AST) (3) (4) | Movistar Team      | Alex Aranburu (CJR)      |
| 12             | Philippe Gilbert (DQT)   | Primož Roglič (TJV)      | Primož Roglič (TJV) (6)  | Ángel Madrazo (BBH)     | Miguel Ángel López (AST) (3) (4) | Movistar Team      | Philippe Gilbert (DQT)   |
| 13             | Tadej Pogačar (UAD)      | Primož Roglič (TJV)      | Primož Roglič (TJV) (6)  | Ángel Madrazo (BBH)     | Tadej Pogačar (UAD)              | Movistar Team      | Héctor Sáez (EUS)        |
| 14             | Sam Bennett (BOH)        | Primož Roglič (TJV)      | Primož Roglič (TJV) (6)  | Ángel Madrazo (BBH)     | Tadej Pogačar (UAD)              | Movistar Team      | Diego Rubio (BBH)        |
| 15             | Sepp Kuss (TJV)          | Primož Roglič (TJV)      | Primož Roglič (TJV) (6)  | Ángel Madrazo (BBH)     | Tadej Pogačar (UAD)              | Movistar Team      | Sergio Samitier (EUS)    |
| 16             | Jakob Fuglsang (AST)     | Primož Roglič (TJV)      | Primož Roglič (TJV) (6)  | Geoffrey Bouchard (ALM) | Tadej Pogačar (UAD)              | Movistar Team      | Ángel Madrazo (BBH)      |
| 17             | Philippe Gilbert (DQT)   | Primož Roglič (TJV)      | Primož Roglič (TJV) (6)  | Geoffrey Bouchard (ALM) | Tadej Pogačar (UAD)              | Movistar Team      | Nairo Quintana (MOV)     |
| 18             | Sergio Higuita (EF1)     | Primož Roglič (TJV)      | Primož Roglič (TJV) (6)  | Geoffrey Bouchard (ALM) | Miguel Ángel López (AST)         | Movistar Team      | Sergio Higuita (EF1)     |
| 19             | Rémi Cavagna (DQT)       | Primož Roglič (TJV)      | Primož Roglič (TJV) (6)  | Geoffrey Bouchard (ALM) | Miguel Ángel López (AST)         | Movistar Team      | Rémi Cavagna (DQT)       |
| 20             | Tadej Pogačar (UAD)      | Primož Roglič (TJV)      | Primož Roglič (TJV) (6)  | Geoffrey Bouchard (ALM) | Tadej Pogačar (UAD)              | Movistar Team      | Tao Geoghegan Hart (INS) |
| 21             | Fabio Jakobsen (DQT)     | Primož Roglič (TJV)      | Primož Roglič (TJV) (6)  | Geoffrey Bouchard (ALM) | Tadej Pogačar (UAD)              | Movistar Team      | nicht vergeben           |
| Wertungssieger | Wertungssieger           | Primož Roglič (TJV)      | Primož Roglič (TJV)      | Geoffrey Bouchard (ALM) | Tadej Pogačar (UAD)              | Movistar Team      | Miguel Ángel López (AST) |

## Gesamtwertung
| \| Gesamtwertung \| Gesamtwertung \| Gesamtwertung \| Gesamtwertung \| Gesamtwertung \| \| Fahrer \| Fahrer \| Land \| Team \| Zeit \| \| ------------- \| ------------------- \| ---------------------- \| -------------------------- \| ----------------- \| \| 1. \| Primož Roglič \| Slowenien \| Team Jumbo-Visma \| 83 h 07 min 31 s \| \| 2. \| Alejandro Valverde \| Spanien \| Movistar Team \| + 2 min 16 s \| \| 3. \| Tadej Pogačar \| Slowenien \| UAE Team Emirates \| + 2 min 38 s \| \| 4. \| Nairo Quintana \| Kolumbien \| Movistar Team \| + 3 min 29 s \| \| 5. \| Miguel Ángel López \| Kolumbien \| Astana \| + 4 min 31 s \| \| 6. \| Rafał Majka \| Polen \| Bora-Hansgrohe \| + 7 min 16 s \| \| 7. \| Wilco Kelderman \| Niederlande \| Team Sunweb \| + 9 min 47 s \| \| 8. \| Carl Fredrik Hagen \| Norwegen \| Lotto-Soudal \| + 12 min 54 s \| \| 9. \| Marc Soler \| Spanien \| Movistar Team \| + 22 min 10 s \| \| 10. \| Mikel Nieve \| Spanien \| Mitchelton-Scott \| + 22 min 17 s \| \| 11. \| James Knox \| Vereinigtes Königreich \| Deceuninck-Quick Step \| + 22 min 52 s \| \| 12. \| Dylan Teuns \| Belgien \| Bahrain-Merida \| + 23 min 49 s \| \| 13. \| Jakob Fuglsang \| Dänemark \| Astana \| + 26 min 32 s \| \| 14. \| Sergio Higuita \| Kolumbien \| EF Education First \| + 32 min 17 s \| \| 15. \| Hermann Pernsteiner \| Österreich \| Bahrain-Merida \| + 33 min 23 s \| \| 16. \| Ion Izagirre \| Spanien \| Astana \| + 42 min 00 s \| \| 17. \| Ruben Guerreiro \| Portugal \| Katusha-Alpecin \| + 42 min 05 s \| \| 18. \| Nicolas Edet \| Frankreich \| Cofidis, Solutions Crédits \| + 46 min 07 s \| \| 19. \| Esteban Chaves \| Kolumbien \| Mitchelton-Scott \| + 52 min 46 s \| \| 20. \| Tao Geoghegan Hart \| Vereinigtes Königreich \| Team Ineos \| + 1 h 04 min 04 s \| |                     |                        |                            |                   |
| |                     |                        |                            |                   |
| Quelle: ProCyclingStats |                     |                        |                            |                   |
| Gesamtwertung |                     |                        |                            |                   |
| Fahrer | Fahrer              | Land                   | Team                       | Zeit              |
| 1. | Primož Roglič       | Slowenien              | Team Jumbo-Visma           | 83 h 07 min 31 s  |
| 2. | Alejandro Valverde  | Spanien                | Movistar Team              | + 2 min 16 s      |
| 3. | Tadej Pogačar       | Slowenien              | UAE Team Emirates          | + 2 min 38 s      |
| 4. | Nairo Quintana      | Kolumbien              | Movistar Team              | + 3 min 29 s      |
| 5. | Miguel Ángel López  | Kolumbien              | Astana                     | + 4 min 31 s      |
| 6. | Rafał Majka         | Polen                  | Bora-Hansgrohe             | + 7 min 16 s      |
| 7. | Wilco Kelderman     | Niederlande            | Team Sunweb                | + 9 min 47 s      |
| 8. | Carl Fredrik Hagen  | Norwegen               | Lotto-Soudal               | + 12 min 54 s     |
| 9. | Marc Soler          | Spanien                | Movistar Team              | + 22 min 10 s     |
| 10. | Mikel Nieve         | Spanien                | Mitchelton-Scott           | + 22 min 17 s     |
| 11. | James Knox          | Vereinigtes Königreich | Deceuninck-Quick Step      | + 22 min 52 s     |
| 12. | Dylan Teuns         | Belgien                | Bahrain-Merida             | + 23 min 49 s     |
| 13. | Jakob Fuglsang      | Dänemark               | Astana                     | + 26 min 32 s     |
| 14. | Sergio Higuita      | Kolumbien              | EF Education First         | + 32 min 17 s     |
| 15. | Hermann Pernsteiner | Österreich             | Bahrain-Merida             | + 33 min 23 s     |
| 16. | Ion Izagirre        | Spanien                | Astana                     | + 42 min 00 s     |
| 17. | Ruben Guerreiro     | Portugal               | Katusha-Alpecin            | + 42 min 05 s     |
| 18. | Nicolas Edet        | Frankreich             | Cofidis, Solutions Crédits | + 46 min 07 s     |
| 19. | Esteban Chaves      | Kolumbien              | Mitchelton-Scott           | + 52 min 46 s     |
| 20. | Tao Geoghegan Hart  | Vereinigtes Königreich | Team Ineos                 | + 1 h 04 min 04 s |